# Béon (Yonne)
Béon é uma comuna francesa na região administrativa de Borgonha-Franco-Condado, no departamento de Yonne. Estende-se por uma área de 15,17 km². Em 2010 a comuna tinha 532 habitantes (densidade: 35,1 hab./km²).